# Watohari
Watohari is een bestuurslaag in het regentschap Flores Timur van de provincie Oost-Nusa Tenggara, Indonesië. Watohari telt 641 inwoners (volkstelling 2010).